# Lantana
Lantana (lat. Lantana), biljni rod iz porodice sporiševki. Pripada mu preko 110 vrsta raširenih po tropskoj i suptropskoj Americi i Africi i dijelovima južne Azije.
Dvije poznatije vrste su L. montevidensis i L. camara se uzgajaju i kao ornamentalne biljke.

## Etimologija
Latinsko ime roda antički je naziv za rod Viburnum, na koji podsjeća.

## Opis
Uspravno grmlje, ponekad se penjačice ili (rjeđe) zeljasto bilje ili drveće. Stabljike bodljikave ili nebodljikave. Listovi nasuprotni ili u pršljenovima po 3(-4), aromatični, nazubljeni, obično žljezdasto točkasti. Cvjetovi sjedeći u često šarenim, obično pazušnim, glavicama s peteljkama ili klasolikim cvatovima; svaki cvijet pokriven jajolikim do lancetastim ušiljenim braktejem. Čaška mala, opnasta. Vjenčić vrlo varijabilnih boja, crvena, žuta, ljubičasta, plava, ljubičasta ili bijela, ponekad dvobojna sa grlom žuto do narančasto, često mijenja boju nakon oplodnje, u obliku pločice s usko cilindričnom cijevi; obrub nejasno 2–usnen, 4-5 režnjevit. Prašnika 4. Ovarij 2-lokularan. Plod je mesnata koštunica.

## Vrste
1. Lantana achyranthifolia Desf.
2. Lantana alainii Moldenke
3. Lantana amoena Ridl.
4. Lantana angolensis Moldenke
5. Lantana angustibracteata Hayek
6. Lantana angustifolia Mill.
7. Lantana aristeguietae Moldenke
8. Lantana balansae Briq.
9. Lantana balsamifera Britton
10. Lantana buchii Urb.
11. Lantana caatingensis Moldenke
12. Lantana camara L.
13. Lantana canescens Kunth
14. Lantana caracasana Turcz.
15. Lantana caudata P.H.Cardoso & Salimena
16. Lantana chiapasensis Moldenke
17. Lantana ciferriana Ekman ex Moldenke
18. Lantana coimbrensis S.Moore
19. Lantana colombiana López-Pal.
20. Lantana cujabensis Schauer
21. Lantana demutata Millsp.
22. Lantana depressa Small
23. Lantana dinteri Moldenke
24. Lantana ehrenbergiana Moldenke
25. Lantana elenievskii I.E.Mendez
26. Lantana exarata Urb. & Ekman
27. Lantana ferreyrae Moldenke
28. Lantana fucata Lindl.
29. Lantana glaziovii Moldenke
30. Lantana gracilis T.R.S.Silva
31. Lantana grisebachii Stuck. ex Seckt
32. Lantana grosseserrata Moldenke
33. Lantana hatoensis Moldenke
34. Lantana haughtii Moldenke
35. Lantana hirsuta M.Martens & Galeotti
36. Lantana hirta Graham
37. Lantana hodgei R.W.Sanders
38. Lantana horrida Kunth
39. Lantana humuliformis Verdc.
40. Lantana hypoleuca Briq.
41. Lantana indica Roxb.
42. Lantana insularis Moldenke
43. Lantana involucrata L.
44. Lantana jaliscana Moldenke
45. Lantana jamaicensis Britton
46. Lantana kingii Moldenke
47. Lantana langlassei Moldenke
48. Lantana leonardorum Moldenke
49. Lantana leucocarpa Urb. & Ekman ex Moldenke
50. Lantana lockhardtii (Griseb.) G.Don ex Schauer
51. Lantana lopez-palacii Moldenke
52. Lantana lucida Schauer
53. Lantana lundiana Schauer
54. Lantana machadoi R.Fern.
55. Lantana magnibracteata Tronc.
56. Lantana megapotamica (Spreng.) Tronc.
57. Lantana melissiodorifera Perr.
58. Lantana micrantha Briq.
59. Lantana microcarpa Urb.
60. Lantana moldenkei R.Fern.
61. Lantana mollis Graham
62. Lantana montevidensis (Spreng.) Briq.
63. Lantana nivea Vent.
64. Lantana obtusata Briq.
65. Lantana ovatifolia Britton
66. Lantana pastazensis Moldenke
67. Lantana pauciflora Urb.
68. Lantana pavonii Moldenke
69. Lantana peduncularis Andersson
70. Lantana petitiana A.Rich.
71. Lantana punctulata Moldenke
72. Lantana radula Sw.
73. Lantana ramboi (Moldenke) Salimena & Múlgura
74. Lantana reptans Hayek
75. Lantana restingensis Salimena & T.R.S.Silva
76. Lantana reticulata Pers.
77. Lantana rugosa Thunb.
78. Lantana rugulosa Kunth
79. Lantana ruiz-teranii López-Pal. & Steyerm.
80. Lantana rusbyana Moldenke
81. Lantana salicifolia Kunth
82. Lantana salzmannii Schauer
83. Lantana sandersii A.R.Franck & Gann
84. Lantana santosii Moldenke
85. Lantana scabiosiflora Kunth
86. Lantana soatensis Moldenke
87. Lantana speciosa Salimena & T.R.S.Silva
88. Lantana sprucei Hayek
89. Lantana strigosa (Griseb.) Urb.
90. Lantana subtracta Hiern
91. Lantana svensonii Moldenke
92. Lantana swynnertonii Moldenke
93. Lantana tilcarensis Tronc.
94. Lantana tomasii Moldenke
95. Lantana trifolia L.
96. Lantana ukambensis (Vatke) Verdc.
97. Lantana undulata Schrank
98. Lantana urticoides Hayek
99. Lantana velutina M.Martens & Galeotti
100. Lantana venosa (Rusby) Liesner & S.Hirth
101. Lantana veronicifolia Hayek
102. Lantana viburnoides (Forssk.) Vahl
103. Lantana viscosa Pohl ex Schauer
104. Lantana weberbaueri Hayek
105. Lantana xenica Moldenke
106. Lantana zahlbruckneri Hayek
107. Lantana ×aculeata L.
108. Lantana ×bahamensis Britton
109. Lantana ×entrerriensis Tronc.
110. Lantana ×flava Medik.
111. Lantana ×multicolor Lem.
112. Lantana ×mutabilis Weigel
113. Lantana ×paraensis (Moldenke) R.W.Sanders
114. Lantana ×planaltensis R.W.Sanders
115. Lantana ×pohliana Schauer
116. Lantana ×polyacantha Schauer
117. Lantana ×robusta Schauer
118. Lantana ×strigocamara R.W.Sanders
119. Lantana ×strigodepressa A.R.Franck

## Sinonimi
- Camara Adans.
- Charachera Forssk.
- Riedelia Cham.
- Tamonopsis Griseb.
- Xeralis Raf.